# Vénuste Niyongabo
Vénuste Niyongabo (Vugizo, 9 de dezembro de 1973) é um atleta meio-fundista e campeão olímpico do Burundi.
Corredor especializado nos 1500 metros, Vénuste surgiu internacionalmente conquistando uma medalha de prata nesta prova, no Campeonato Mundial Júnior de 1992, com 18 anos. Em 1993, disputando seu primeiro torneio internacional adulto, depois de treinar na Itália com técnicos europeus, chegou às semifinais da prova no Campeonato Mundial de Atletismo de Stuttgart. Nos anos seguintes, Vénuste transformou-se num corredor de elite da milha métrica, vencendo diversas provas internacionais em 1994 e 1995, quando conquistou a medalha de bronze no Mundial de Gottemburg, na Suécia, atrás de Noureddine Morceli e Hicham El Guerrouj.
Em Atlanta 1996, ele era um dos favoritos para o ouro na prova. Entretanto, decidiu não disputá-la em favor do compatriota Dieudonné Kwizera, veterano corredor de 1500 m do país, que não pôde competir em Seul 1988 nem em Barcelona 1992, porque na época o Burundi ainda não tinha um comitê olímpico nacional, e acompanhava Niyongabo como técnico nos Jogos. Em vez disso, mesmo tendo corrido a distância apenas duas vezes anteriormente - e vencido as duas -, inscreveu-se para os 5000 metros, deixando os 1500 m para o companheiro.
A troca acabou sendo vitoriosa para os dois atletas e para o Burundi. Kwizera conseguiu finalmente tornar-se um atleta olímpico e Niyongabo tornou-se o primeiro, e até hoje único, campeão olímpico de seu país, vencendo a prova em 13m07s.
Após os Jogos de Atlanta, Vénuste sofreu diversas contusões, não conseguindo mais retornar à forma física que o havia transformado num campeão olímpico. Em Sydney 2000, tentou novamente defender seu título, mas terminou a prova apenas em 15º lugar.  Seu recorde pessoal na distância é de 13m03s, na França, em 1996. Nos 1500 m, sua prova original, é 3m29s18, conseguido em Bruxelas, 1997.